# Tōyoko-lijn
De Tōyoko-lijn (東急東横線, Tōkyū Tōyoko-sen) is een spoorlijn tussen de steden Shibuya en Yokohama in Japan. De lijn maakt deel uit van het netwerk van het particuliere spoorbedrijf Tokyu in de regio Groot-Tokio.

## Geschiedenis
Het eerste gedeelte werd in 1926 geopend tussen Tamagawa en Kanagawa. De lijn bleef constant tot de hele lijn tot station Sakuragichō in Yokohama geopend was in 1932. In 1964 begonnen enkele treinen vanaf Naka-Meguro door te rijden over de Hibiya-lijn van Tokyo Metro.
In januari 2004 werd het gedeelte van station Yokohama tot aan Sakuragichō gesloten, en in februari dat zelfde jaar begonnen treinen door te rijden over de  Minatomirai-lijn.
In 2013 werd het gedeelte van Shibuya tot aan Daikan-yama vervangen door een ondergronds traject met aansluiting op de Fukutoshin-lijn van Tokyo Metro.

## Treindiensten
- Tokkyū (特急, intercity)
- Tsūkin Tokkyū (通勤特急, sneltrein)
- Kyūkō (急行, sneltrein)
- Kakueki-teisha (各駅停車, stoptrein) stopt op elk station.

## Stations
| Station          | Japans   | Verbindingen | Wijk        | Stad     | Prefectuur |
| ---------------- | -------- | --- | ----------- | -------- | ---------- |
| Shibuya          | 渋谷     | JR East: Yamanote-lijn, Saikyo-lijn, Shonan Shinjuku-lijn Keio: Inokashira-lijn Tokyu: Den’entoshi-lijn Tokyo Metro: Ginza-lijn, Hanzōmon-lijn, Fukutoshin-lijn                                                                      | Shibuya     | Shibuya  | Tokyo      |
| Daikan-yama      | 代官山   | | Shibuya     | Shibuya  | Tokyo      |
| Naka-Meguro      | 中目黒   | Tokyo Metro: Hibiya-lijn | Meguro      | Meguro   | Tokyo      |
| Yūtenji          | 祐天寺   | | Meguro      | Meguro   | Tokyo      |
| Gakugeidaigaku   | 学芸大学 | | Meguro      | Meguro   | Tokyo      |
| Toritsudaigaku   | 都立大学 | | Meguro      | Meguro   | Tokyo      |
| Jiyūgaoka        | 自由が丘 | Tokyu: Ōimachi-lijn | Meguro      | Meguro   | Tokyo      |
| Den-en-chōfu     | 田園調布 | Tokyu: Meguro-lijn | Ota         | Ota      | Tokyo      |
| Tamagawa         | 多摩川   | Tokyu: Meguro-lijn, Tamagawa-lijn | Ota         | Ota      | Tokyo      |
| Shin-Maruko      | 新丸子   | Tokyu: Meguro-lijn | Nakahara-ku | Kawasaki | Kanagawa   |
| Musashi-Kosugi   | 武蔵小杉 | JR East: Nambu-lijn, Yokosuka-lijn, Shōnan-Shinjuku-lijn Tokyu: Meguro-lijn | Nakahara-ku | Kawasaki | Kanagawa   |
| Motosumiyoshi    | 元住吉   | Tokyu: Meguro-lijn | Nakahara-ku | Kawasaki | Kanagawa   |
| Hiyoshi          | 日吉     | Tokyu: Meguro-lijn | Kōhoku-ku   | Yokohama | Kanagawa   |
| Tsunashima       | 綱島     | | Kōhoku-ku   | Yokohama | Kanagawa   |
| Ōkurayama        | 大倉山   | | Kōhoku-ku   | Yokohama | Kanagawa   |
| Kikuna           | 菊名     | JR East: Yokohama-lijn | Kōhoku-ku   | Yokohama | Kanagawa   |
| Myōrenji         | 妙蓮寺   | | Kōhoku-ku   | Yokohama | Kanagawa   |
| Hakuraku         | 白楽     | | Kanagawa-ku | Yokohama | Kanagawa   |
| Higashi-Hakuraku | 東白楽   | | Kanagawa-ku | Yokohama | Kanagawa   |
| Tammachi         | 反町     | | Kanagawa-ku | Yokohama | Kanagawa   |
| Yokohama         | 横浜     | JR East: Tokaido-lijn, Yokosuka-lijn, Keihin-Tohoku-lijn, Yokohama-lijn, Negishi-lijn, Shonan-Shinjuku-lijn Keikyu: Keikyu-lijn Sotetsu: Sotetsu-lijn Yokohama Minatomirai Railway: Minatomirai-lijn Metro van Yokohama: Blauwe lijn | Nishi-ku    | Yokohama | Kanagawa   |